# Ibicaré
Ibicaré é um município brasileiro do estado de Santa Catarina. Localiza-se a uma latitude 27º05'31" sul e a uma longitude 51º21'54" oeste, estando a uma altitude de 550 metros. Sua população estimada em 2010 era de 3 373 habitantes.
Ibicaré tem o título de Capital Catarinense do Rodeio (Lei Estadual nº 12.075 de 27 de Dezembro de 2001).

## Economia
É um município essencialmente agrícola, e os principais produtos são a pecuária leiteira, a criação terminal de suínos e aves, e também grãos como milho, soja e feijão. A fruticultura está em estágio inicial de desenvolvimento, sendo a responsável pela maior renda em algumas unidades produtivas. Bem diferente do norte e centro-oeste, neste município todas as unidades produtivas são pequenas propriedades e fora algumas exceções, a mão-de-obra familiar é a única força de trabalho em todas essas unidades produtivas.

## Educação
O município conta com um programa de transporte escolar que permite aos alunos moradores das comunidades rurais estudarem nas duas unidades escolares da sede do município. As unidades escolares são:
- Escola Municipal Madre Leontina: ensino fundamental da creche  ao 5º ano - conta com cerca de 365 alunos (em dezembro de 2017)
- Escola Estadual de Educação Básica Irmão Joaquim: ensino fundamental e médio - conta com cerca de 300 alunos (dezembro de 2011).

## Poder legislativo
A Câmara Municipal de Ibicaré tem nove membros.
No período de 2013 a 2016 eram os seguintes os vereadores: Beto (PSDB), Dunga (PP), Gerson Palavicini (PSDB), Gianfranco (PMDB), Jacó Lauro Klein (PMDB), Luiz Carlos da Silva (PT), Richa (PSDB), Tile (PSD), Zanella (PP).